# Porozumienie Narodowe Iraku
Porozumienie Narodowe Iraku (arab. ‏الوفاق الوطني العراقي‎, trb. Al-Wfak al-Wtni al-`raki) – iracka centrowa partia polityczna z siedzibą w Bagdadzie. 
Założyli ją w 1991 roku Salih Umar al-Ali oraz Ijad Allawi. Była frakcją opozycyjną podczas rządów Saddama Husajna. Po 2003 roku stała się jedną z głównych irackich partii politycznych. W latach 2004–2005 była ugrupowaniem rządzącym. W 2009 roku Porozumienie Narodowe Iraku wstąpiło do koalicji Iracki Ruch Narodowy. 
Obecnie posiada 28 przedstawicieli w Izbie Reprezentantów.